# Antoni Kocjan

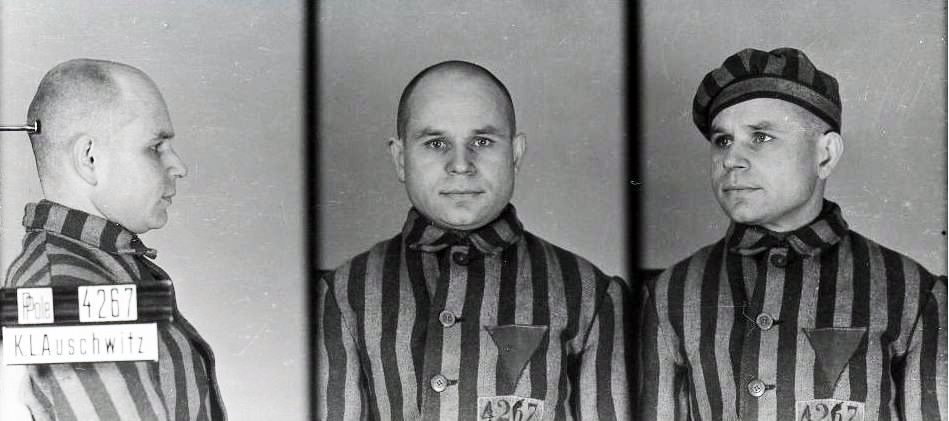
Antoni Kocjan jako więzień KL Auschwitz 1940

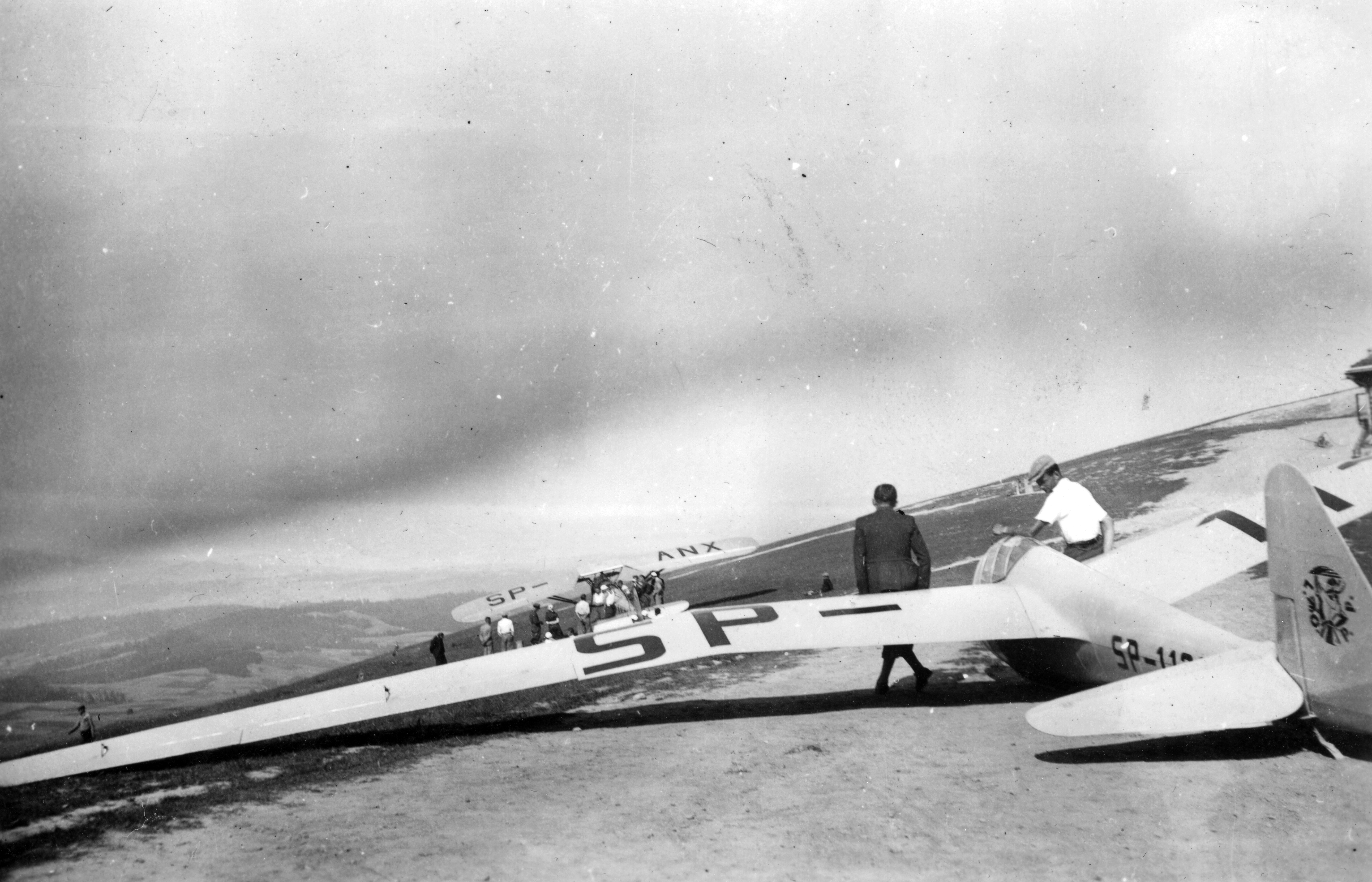
Orlik 2 przygotowany do startu

Antoni Kocjan (ur. 12 sierpnia 1902 we wsi Skalskie, zm. 13 sierpnia 1944 w Warszawie) – polski inżynier, konstruktor lotniczy szybowców, współpracownik wywiadu AK.

## Życiorys
Syn Michała Kocjana i Franciszki Żurowskiej, urodzony we wsi Skalskie (obecnie dzielnica Olkusza). Po ukończeniu w 1916 r. szkoły powszechnej, rozpoczął naukę w Gimnazjum im. Kazimierza Wielkiego w Olkuszu. Brał udział w wojnie polsko-bolszewickiej. W 1923 r. zdał maturę, a następnie studiował na Politechnice Warszawskiej na wydziale elektrycznym i lotniczym i w Szkole Głównej Gospodarstwa Wiejskiego w Warszawie. Zawarł związek małżeński z Elżbietą Zanussi 30 listopada 1929 roku w Warszawie. Podczas studiów był aktywnym członkiem Sekcji Lotniczej Koła Mechaników Studentów Politechniki Warszawskiej. Nadzorował powstawanie wszystkich samolotów sportowych, jakie powstały w Sekcji (JD-2, WR-1, SP-1), ściśle współpracował z kolegami, którzy później stworzyli Zespół RWD. W 1929 roku ukończył kurs pilotażu i w 1930 zdobył II nagrodę na Zawodach Młodych Pilotów (pierwszej nie przyznano). Później uczestniczył w biciu rekordów wysokości na samolotach RWD-2 i RWD-7.
To ogromne zaangażowanie w pracę w Sekcji Lotniczej spowodowało, iż uzyskał tytuł inżyniera – podobnie jak wielu innych ówczesnych konstruktorów (Jerzy Dąbrowski, Bronisław Żurakowski, Tadeusz Chyliński i inni). W 1931 roku skonstruował swój pierwszy szybowiec szkolno-przejściowy „Czajka”, budowany następnie w serii w kilku odmianach.
W 1932 Kocjan został głównym konstruktorem Warsztatów Szybowcowych na Polu Mokotowskim w Warszawie. Tu, w bardzo skromnych warunkach, opracował wiele doskonałych szybowców. Poprzez szybowiec szkolny „Wrona”, następnie w 1933 szybowiec treningowo-wyczynowy Komar. Te trzy udane szybowce, oraz ich ulepszone wersje „Czajka-bis”, „Wrona-bis” i „Komar-bis”, były budowane w Polsce w dużej serii, a także w mniejszej ilości na licencji za granicą, m.in. w Estonii, Finlandii, Jugosławii, Bułgarii i Palestynie. W 1934 roku opracował szybowiec treningowy „Sroka”, zbudowany również w znacznej ilości. W 1935 roku opracował szybowiec akrobacyjny „Sokół”, zbudowany w niewielkiej ilości, a w 1936, z inż. Szczepanem Grzeszczykiem, dwumiejscowy szybowiec wyczynowy „Mewa”. W 1937 roku powstał najbardziej znany jednomiejscowy wyczynowy szybowiec „Orlik” konstrukcji Kocjana. Jego wersja „Orlik 3” zajęła w 1939 drugie miejsce w konkursie na standardowy szybowiec przewidywanych Letnich Igrzysk Olimpijskich 1940 roku, a na zmodyfikowanym „Orliku 2” w latach 1948–1949 odnosił sukcesy oraz ustanowił światowy rekord wysokości 9600 m amerykański szybownik Paul McCready. W 1937 inż. Kocjan zaprojektował ponadto motoszybowiec „Bąk”, zbudowany w serii ok. 10 sztuk.
Konstrukcje Antoniego Kocjana stanowiły podstawę polskiego szkolnictwa szybowcowego przed II wojną światową i miały znaczny udział w polskim sporcie szybowcowym, będąc wysoce udanymi konstrukcjami. Na podstawie dokumentacji technicznej szybowca przechowanej przez Elżbietę Kocjanową wznowiono produkcję „Komara” w 1949 r. jako IS-B Komar.
Wybuch II wojny światowej zastał Kocjana w Warszawie. Zgodnie z rozkazem, ewakuował się do Lublina, gdzie miał podjąć pracę w lotniczych warsztatach remontowych. Tam został ranny od odłamka bomby podczas nalotu. W pierwszych dniach października, Kocjan wraz z żoną Elżbietą wrócił do Warszawy. Po klęsce Polski w kampanii wrześniowej został żołnierzem ZWZ, a następnie Armii Krajowej. Należał do głęboko zakonspirowanej organizacji wywiadowczej „Muszkieterzy”, powstałej na przełomie października i listopada 1939 roku. 19 września 1940 roku zatrzymany w łapance na ulicach Warszawy, został wywieziony do niemieckiego obozu koncentracyjnego Auschwitz (nr 4267), z którego jednak został zwolniony po 10 miesiącach. Cechował się dużą śmiałością w planowaniu działań polskiego ruchu oporu, odwagą i przebiegłością. Widać to było szczególnie w akcjach związanych z organizacją konspiracyjnej produkcji broni, Antoni Kocjan na podstawie fałszywych dokumentów zamawiał części do broni dla AK w niemieckich warsztatach. W podziemiach jego warsztatów szybowcowych (w rejonie skrzyżowania ul. Wawelskiej i al. Niepodległości) działała drukarnia W-4 Tajnych Wojskowych Zakładów Wydawniczych, wykryta przez Niemców 1 czerwca 1944. Wniósł duży wkład w rozpoznanie niemieckiego ośrodka badań rakietowych w Peenemünde oraz rozpracowanie wywiadowcze pocisków rakietowych V-2. Części V-2 i własne analizy miał dostarczyć do Londynu w ramach operacji „Most III”.
2 czerwca 1944 roku został wraz z żoną przypadkowo aresztowany i uwięziony na Pawiaku. Był torturowany przez Gestapo w al. Szucha 25. Zamordowany 13 sierpnia 1944 r. w grupie czterdziestu ostatnich więźniów Pawiaka.

## Ordery i odznaczenia
- Krzyż Srebrny Orderu Virtuti Militari (1944)[4][5]
- Srebrny Krzyż Zasługi (10 listopada 1933)[6]

## Upamiętnienie

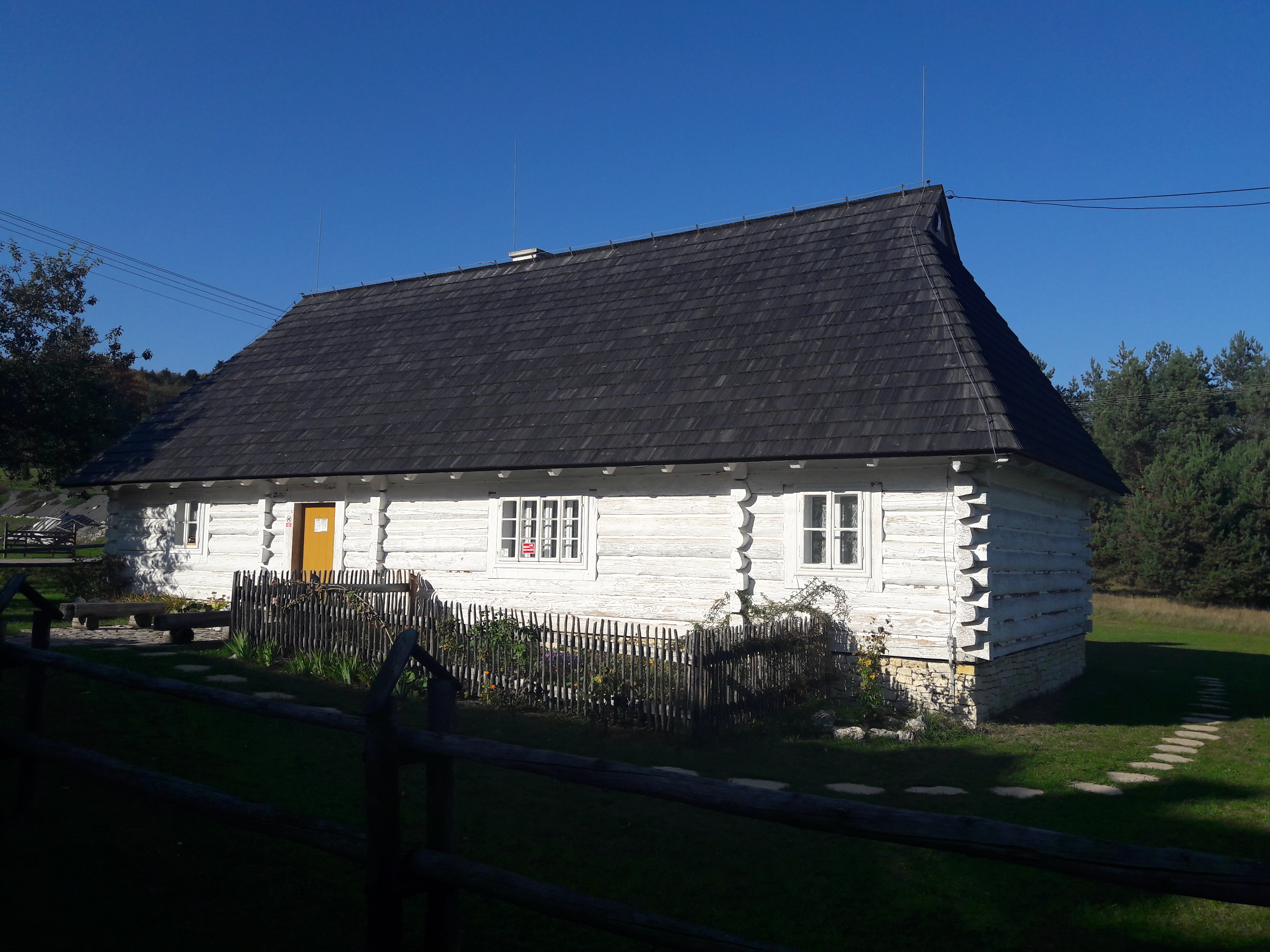
Zrekonstruowany dom, miejsce narodzenia Antoniego Kocjana, obecnie muzeum

- Na warszawskim Bemowie znajduje się ulica Antoniego Kocjana[7].
- W miejscowości Kiełpin, gmina Łomianki, znajduje się ulica Inżyniera Antoniego Kocjana.
- Imię Antoniego Kocjana nosi Zespół Szkół nr 3 w Olkuszu[8], a także ulica na olkuskim osiedlu Czarna Góra[9].
- Nazwisko Antoniego Kocjana jako jednego z dwóch kierowników akcji V1 i V2 zostało umieszczone na pomniku znajdującym przed gmachem Wydziału Elektroniki i Technik Informacyjnych Politechniki Warszawskiej[10].
- W 2014 roku na wzgórzu zamkowym w Rabsztynie została zrekonstruowana z użyciem oryginalnych elementów „Chata Kocjana”, dom w którym urodził się Antoni Kocjan. W budynku znajduje się ekspozycja poświęcona życiu konstruktora oraz ekspozycja etnograficzna[11].
- Polskie Stowarzyszenie Motoszybowcowe przyjęło imię Antoniego Kocjana[12].
- Losom Antoniego Kocjana jest poświęcony film dokumentalny Antoni Kocjan. Człowiek, który zatrzymał rakiety V z 2020 roku (reż. Małgorzata Walczak i Marek Tomasz Pawłowski)[13].
- 23 marca 2023 w Muzeum Lotnictwa Polskiego w Krakowie została otwarta wystawa Antoni Kocjan i jego konstrukcje[14]. W tym dniu odbyła się również konferencja naukowa Antoni Kocjan – pilot, konstruktor, bohater[15].